# National Command Authority
Le National Command Authority (NCA, en français l'Autorité de commandement nationale) est un terme utilisé par le département de la Défense des États-Unis pour désigner l'entité ultime prenant les décisions d'ordre militaire. Il est composé du président des États-Unis qui est le commandant en chef des armées et du secrétaire de la Défense, ou par leurs subordonnés directs, à savoir le vice-président des États-Unis et le secrétaire adjoint de la Défense.
Le Post-Attack Command and Control System permet une redondance et d'éviter qu'une empêchement ne puisse bloquer le système de commandement de l'arsenal nucléaire des États-Unis.